# Makoti
Makoti – miasto w Stanach Zjednoczonych, w stanie Dakota Północna, w hrabstwie Ward.